# آرنود دی پاسکواله
 آرنو دی پاسکواله (فرانسوی: Arnaud Di Pasquale‎؛ زادهٔ ۱۱ فوریهٔ ۱۹۷۹) یک تنیس‌باز اهل فرانسه است.